# Egesina javana
Egesina javana är en skalbaggsart som först beskrevs av Fisher 1934.  Egesina javana ingår i släktet Egesina och familjen långhorningar. Inga underarter finns listade i Catalogue of Life.